# Stelis oxysepala
Stelis oxysepala är en orkidéart som beskrevs av Rudolf Schlechter. Stelis oxysepala ingår i släktet Stelis och familjen orkidéer. Inga underarter finns listade i Catalogue of Life.